# 马朗·迪耶迪乌
馬朗·迪耶迪烏（Malang Diedhiou，1973年4月30日—），塞內加爾足球球證，他於2008年起成為國際足協的國際球證，得以為國際比賽裁決，並先後替2014年世界盃非洲區外圍賽、2015年非洲國家盃、2016年奧運會男子足球賽、2017年非洲國家盃以及2018年世界盃非洲區外圍賽執法。此外，他還是2017年洲際國家盃的視頻助理裁判。2018年1月，他獲任命為2018年世界盃的球證之一。 

## 資料來源
1. ↑  . The Sun. 2018-05-04  [2018-06-15]. （原始内容存档于2018-06-16）.
2. ↑   (PDF). fifa.com. 27 April 2017  [19 June 2017]. （原始内容存档 (PDF)于2019-03-27）.